# 유인적 위험물
|                                                      |
| 불법행위법                                           |
| 영미법 시리즈                                        |
| 과실                                                 |
| 주의의무 · 주의기준                                  |
| 근인 · 사실추정의 원칙                               |
| 과실계산 · 가해자 완전책임                           |
| 과실의 정신적 가해행위                               |
| 구조원칙 · 구조의무                                  |
| 법률상 불법행위                                      |
| 제조물책임법 · 고위험 행위                           |
| 불법침입인 · 승낙출입자 · 고객                       |
| 유인적 위험물                                        |
| 재산관련 불법행위                                    |
| 불법침해 · 컨버전                                    |
| 압류동산회복소송 · 동산점유회복소송 · 횡령물회복소송 |
| 유해물                                               |
| 근린방해 · 라일랜즈 대 플레처 판결                   |
| 의도적 불법행위                                      |
| 폭행위협 · 폭행 · 불법감금                           |
| 정신적 피해                                          |
| 승낙 · 필요 · 자기방어                               |
| 명예관련 불법행위                                    |
| 명예훼손 · 사생활 침해                               |
| 신뢰훼손 · 절차악용                                  |
| 악의적 기소                                          |
| 경제적 불법행위                                      |
| 사기 · 불법적 간섭                                   |
| 음모 · 영업방해                                      |
| 의무, 변론, 구제방법                                 |
| 상대적 과실과 과실 기여                              |
| 명백한 회피 기회 원칙                                |
| 상급자책임 · 동의는 권리침해 성립을 조각             |
| 패륜적 계약에서 채권발생 없다                        |
| 손해배상 · 금지명령                                  |
| 영미법                                               |
| 미국의 계약법 · 미국의 재산법                        |
| 미국의 유언신탁법                                    |
| 미국의 형법 · 미국의 증거법                          |

유인적 위험물(誘引的 危險物, Attractive nuisance)은 미국의 불법행위법내 원칙으로 땅주인이 어린이가 유인적 위험물에 이끌려 불법침입을 하여 상해를 입었을 경우 땅주인이 그에 대한 책임을 진다는 커먼로상 법리이다.
이 원칙으로 인해 토지소유자가 버려진 자동차, 목재 또는 모래더미, 트램폴린, 수영 풀 등으로 인해 책임을 지는 경우가 발생한다.

## 판단기준
불법행위 법제록에 따르면 유인적 위험물을 따지는 기준은 다음과 같다.
1. 주인이 합리적인 기준에서 어린이의 불법침입을 예상할 수 있어야 한다.
2. 불법침입시 어린이에게 중대한 상해를 합리적인 기준에서 예상할 수 있어야 한다.
3. 어린이가 위험을 자각하지 못해야 한다.
4. 주인이 위험을 제거하는 노력이 어린이가 처할 수 있는 위험에 비해 경미하여야 한다.
5. 주인이 위험을 제거하거나 어린이를 보호하려는 상식적인 수준의 노력을 하지 않아야 한다.

보통 땅 경계에 경고표지를 세우는 것이 일반적이나 모든 책임을 면하지는 않는다. 주인이 어린이를 보호하려는 적극적인 노력을 보여야 한다. 어린이의 정의 역시 법적으로 명확하지 않다. 유인적 위험물로는 폐 자동차, 통나무, 모래더미, 수영장 등이 있다.

## 사례
아이들은 종종 자연적인 물웅덩이가 있는 X의 땅에 건너온다. 비교적 낮은 비용으로 그 물웅덩이는 벽으로 에워쌀 수가 있다 결국에는, 불법침입한 한 아이가 웅덩이에서 수영을 하다 익사한다. 그 물웅덩이는 사회적 적은 효용을 가지며 비교적 적은 비용으로 팬스쳐질 수 있지만, X는 아이에게 아무런 의무는 없다. 그는 자연(인공이 아닌)의 상황의 결과로 죽었다.

## 참고 문헌
- Black's Law Dictionary 1486 (8th ed. 2004)